# Demodex folliculorum
Espèce
Synonymes
- Acarus folliculorum Simon, 1842
(protonyme)

Demodex folliculorum est une espèce d'acariens vermiformes de la famille des Demodecidae. Il s'agit de l'une des deux espèces du genre Demodex vivant dans les follicules pileux des humains, l'autre étant D. brevis. À l'état adulte, il est long de 0,3 à 0,4 mm. Transmis de la mère à l'enfant, il vit dans les pores de la peau du visage et n'en sort que pour se reproduire de nuit.
D. folliculorum  n'est généralement pas dangereux ; si sa surabondance a été associée à des pathologies telle la rosacée,, rien ne prouve qu'elle en serait la cause.
Selon une étude de 2022, la relation exclusive avec son hôte le conduit à un appauvrissement génétique tel qu'il pourrait évoluer du statut de parasite externe obligatoire vers, à terme, un état d'endosymbiote obligatoire.

## Description
Mesurant environ 0,3 mm, ce type d'acarien possède un corps vermiforme. Son opisthosome est strié transversalement et occupe les deux tiers de l'individu. Quatre courtes paires de pattes, assez trapues, sont clairement visibles. Il n'y a ni soies, ni griffes visibles. 
Les femelles sont un peu plus courtes et plus rondes que les mâles et deviennent adultes en 28 jours. L'adulte mâle vit deux mois et la femelle, trois mois.
Le nombre de cellules est maximal au dernier stade de développement (nymphe), puis décroit à l'état adulte.
D. folliculorum ne peut pas se protéger des ultraviolets et se cache dans les pores de la peau pendant la journée. Il ne produit plus sa propre mélatonine et utiliserait celle de son hôte.
Contrairement à ce qui avait été supposé, cet acarien dispose bien d'un anus.

## Répartition
La répartition de D. folliculorum correspond à celle de son hôte, Homo sapiens. Il vit dans les follicules pileux de ces derniers, sur le visage et autres parties du corps. On estime qu'un visage humain peut abriter jusqu'à plusieurs millions de spécimens,.

## Évolution
Des analyses moléculaires suggèrent que le genre Demodex a divergé il y a au moins 87 millions d'années.

## Écologie

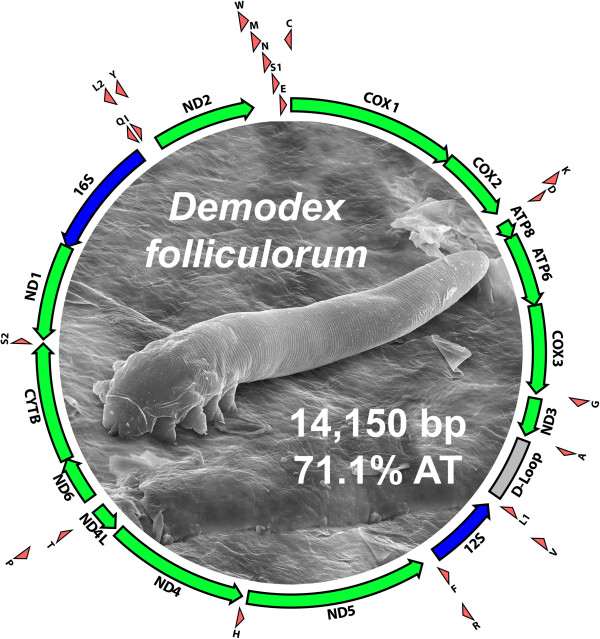
Demodex folliculorum

D. folliculorum, tout comme D. brevis, est fréquemment trouvé dans les follicules pileux d'humains en bonne santé, en particulier ceux des sourcils, où il se nourrit de sébum.
Des études ont relevé une association entre son abondance et certaines pathologies de la peau. Bien que les premières observations remontent à près de 200 ans, la nature de cette association ne fait toujours pas l'objet d'un consensus,. Des résultats récents suggèrent que D. folliculorum serait normalement commensal, voire symbiote, mais pourrait devenir parasite sous certaines conditions de l'hôte.

## Infectiologie

### Prévalence
Tout être humain peut être colonisé par D. folliculorum, à l'exception des nouveau-nés, puisque la colonisation (par contact) se fait après la naissance. D. folliculorum a été trouvé dans toutes les populations humaines étudiées. 
La prévalence de D. folliculorum n'est pas bien comprise. Selon les études, elle varie de 3 % à 100 % des individus. Cette variation pourrait être en partie expliquée par la méthode d'échantillonnage, l'âge des individus échantillonnés et les régions du corps sur lesquelles les échantillons ont été prélevés. 
Par ailleurs, une étude récente portant sur Demodex canis, associé aux chiens, a montré que plusieurs échantillons pris en différents points du corps sont nécessaires pour détecter l'acarien chez les individus en bonne santé, chez lesquels on le retrouve en petites populations.

### Rosacée
Il existe des indices liant rosacée et augmentation de la population de ces acariens, notamment lors de périodes de stress. La présence de cet acarien serait donc plus un accélérateur du phénomène que la cause réelle.
Selon le site du Dictionnaire Vidal, l'ivermectine est présenté, dans le cas d'inflammation trop importante, comme un moyen d'éliminer les Demodex.

### Blépharite
Dans le cas de blépharite chronique, qui consiste en une inflammation répétée des paupières, l’infestation par l'acarien Demodex est généralement évoquée, leur rôle pathologique ne faisant cependant pas l'unanimité car d'autres agents infectieux sont également évoqués.

## Applications
Le généticien évolutionniste américain Michael F. Palopoli et ses collègues ont récemment étudié la diversité génétique de D. folliculorum recueillis sur 70 humains d'origines diverses. Leurs résultats suggèrent qu'il est possible de faire correspondre les divergences génétiques de l'acarien à la provenance géographique de son hôte, ce qui pourrait éventuellement permettre de mieux comprendre l'histoire des migrations humaines.